# Hagenbroek (Kampen)
Hagenbroek is een buurt in de Nederlandse gemeente Kampen. Hagenbroek wordt begrensd door: Beneluxweg, Europa-allee, Flevoweg, Zambonistraat, Nijverheidstraat en St. Nicolaasdijk. De eerste huizen werden rond 1988 gebouwd. Alle straten zijn vernoemd naar bekende Kampenaren, zoals Willem Johan Kolff (Dr. Kolfflaan), Ida Gerhardt (Ida Gerhardtstraat) en Frans Walkate (Frans Walkatehof) en enkele Kamper verzetsstrijders Izak van der Horst (Izak van der Horststraat) en Marinus Post (Marinus Postlaan).

## Onderwijs
De wijk kent twee scholen:
- Een scholengemeenschap waarin 3 scholen voor speciaal onderwijs; De Trimaran, De Schakel en de Enkschool onderdak hebben gevonden
- Het Almere College (lwoo, vmbo, havo en vwo)

## Sportverenigingen
- Atletiekvereniging Isala '96
- Hockeyvereniging HC Kampen
- Korfbalvereniging Wit-Blauw

Verder is er een speciaal omheind voetbalveldje met kunstgras voor de jeugd. Dit veld is voorzien van een doel en ballenvangers.